# کیپ کلیر، ویکتوریا
کیپ کلیر (به انگلیسی: Cape Clear) یک شهرک در استرالیا است که در ویکتوریا (استرالیا) واقع شده‌است.